# Championnat de France masculin de volley-ball 2016-2017
Navigation
Saison précédente Saison suivante
Le Championnat de France de volley-ball Ligue A 2016-17 oppose les douze meilleures équipes françaises de volley-ball. Le championnat de France de volley-ball de première division porte le nom de Ligue A depuis 2009.

## Formule de la compétition

### Phase régulière
La phase régulière se déroule sous forme d'un championnat où chacune des douze équipes affronte les onze autres, une fois à domicile, une fois à l'extérieur pour un total de vingt-deux matchs par club.
À l'issue de cette première phase :
- Les clubs classés de la 1re à la 8e place sont maintenus sportivement en LAM et disputent les matchs de play-offs du championnat de France ;
- Les clubs classés de la 9e à la 10e place sont maintenus sportivement en LAM ;
- Le club classé 11e participe aux play-offs de Ligue B ;
- Le club classé 12e est relégué sportivement en Ligue B.

### Play-offs
À l'issue de la première phase, les huit équipes qualifiées sont placées dans le tableau qui fixe leurs adversaires possibles jusqu'à la finale.
Les quarts de finale et les demi-finales se disputent en matchs aller-retour et appui éventuel. Le match aller et, si nécessaire le match d'appui, ont lieu sur le terrain du club le mieux classé à l'issue de la première phase tandis que le match retour se joue sur le terrain du club le moins bien classé.
En revanche, la finale se joue lors d'un match unique, disputé à Paris, lors d'un événement qui réunit les autres finales de la Ligue nationale de volley (Ligue B et Ligue A féminine).

## Participants
| \| Ajaccio Beauvais Cannes Chaumont Montpellier Nantes · Rezé Narbonne Nice Paris Sète Toulouse Tours \| Localisation des clubs engagés dans le championnat. |
| Ajaccio Beauvais Cannes Chaumont Montpellier Nantes · Rezé Narbonne Nice Paris Sète Toulouse Tours                                                           |

Légende des couleurs
- Ligue des champions 2016-2017
- Coupe de la CEV 2016-2017
- Challenge Cup 2016-2017
- Promu de Ligue B 2015-2016

| Club                    | Depuis | Saisons | Budget 2014-2015 (M€) | Classement 2015-2016 | Salle(s)                              | Capacité théorique |
| ----------------------- | ------ | ------- | --------------------- | -------------------- | ------------------------------------- | ------------------ |
| Paris Volley            | 1998   | 18      |                       | Champion             | Salle Charpy                          | 1 850              |
| Arago de Sète           | 1977   | 44      |                       | Finaliste            | Halle des Sports Louis Marty          | 1 100              |
| Tours Volley-Ball       | 1994   | 23      |                       | 2                    | Salle Robert-Grenon                   | 3 000              |
| Chaumont Volley-Ball 52 | 2012   | 4       |                       | 3                    | Salle Jean-Masson                     | 841                |
| Spacer's de Toulouse    | 2005   | 18      |                       | 4                    | Palais des sports André-Brouat        | 4 338              |
| GFCO Ajaccio            | 2009   | 17      |                       | 5                    | U Palatinu                            | 2 989              |
| Nantes Rezé MV          | 2010   | 6       |                       | 7                    | Gymnase Arthur Dugast                 | 1 300              |
| Poitiers                | 2015   | 2       |                       | 8                    | Salle Lawson Body                     | 2 735              |
| AS Cannes               | 1979   | 39      |                       | 10                   | Palais des Victoires                  | 4 000              |
| Montpellier UC          | 1982   | 44      |                       | 11                   | Palais des sports Pierre-de-Coubertin | 4 765              |
| Narbonne Volley         | 2011   | 9       |                       | 13                   | Palais du Travail                     | 700                |
| Nice Volley-Ball        | 2016   | 15      |                       | 2 (Ligue B)          |                                       | 1 000              |

## Compétition

### Saison régulière

#### Classement
Les points sont attribués de la manière suivante, 3 points en cas de victoire, 0 point en cas de défaite. Si le match va jusqu'au tie-break (cinquième set), le vainqueur ne marquera que 2 points et le vaincu récupèrera 1 point.
- En cas d’égalité de points, le classement prend en compte :
  - le nombre de victoires
  - le quotient des sets
  - le quotient des points

| # | Équipe               | Pts | J  | G  | Gt | Pt | P  | Sp | Sc | Ratio | Pp   | Pc   | Ratio |
| 1 | Chaumont             | 50  | 22 | 13 | 4  | 3  | 2  | 58 | 27 | 2.148 | 2006 | 1820 | 1.102 |
| 2 | Montpellier          | 49  | 22 | 12 | 6  | 1  | 3  | 57 | 30 | 1.9   | 2046 | 1935 | 1.057 |
| 3 | Tours                | 45  | 22 | 9  | 6  | 6  | 1  | 57 | 37 | 1.541 | 2126 | 1963 | 1.083 |
| 4 | Paris                | 38  | 22 | 8  | 5  | 4  | 5  | 52 | 39 | 1.333 | 2117 | 2044 | 1.036 |
| 5 | Ajaccio (C)          | 35  | 22 | 6  | 7  | 3  | 6  | 50 | 45 | 1.111 | 2126 | 2084 | 1.02  |
| 6 | Toulouse             | 32  | 22 | 7  | 4  | 3  | 8  | 44 | 44 | 1     | 2003 | 2015 | 0.994 |
| 7 | Nice Volley-Ball (P) | 31  | 22 | 8  | 2  | 3  | 9  | 41 | 45 | 0.911 | 1920 | 1966 | 0.977 |
| 8 | Poitiers             | 31  | 22 | 7  | 2  | 6  | 7  | 43 | 45 | 0.956 | 1957 | 1961 | 0.998 |
| 9 | Nantes Rezé          | 25  | 22 | 7  | 1  | 2  | 12 | 31 | 45 | 0.689 | 1678 | 1773 | 0.946 |
| 10 | Sète                 | 25  | 22 | 6  | 1  | 5  | 10 | 36 | 50 | 0.72  | 1882 | 1970 | 0.955 |
| 11 | Cannes               | 24  | 22 | 5  | 3  | 3  | 11 | 33 | 52 | 0.635 | 1896 | 1983 | 0.956 |
| 12 | Narbonne Volley      | 11  | 22 | 2  | 1  | 3  | 16 | 18 | 61 | 0.295 | 1658 | 1901 | 0.872 |
| # = classement; Pts = points; J = joués; G / Gt / Pt / P = gagnés 3-0 ou 3-1 / gagnés au tie-break 3-2 / perdus au tie-break 2-3 / perdus 1-3 ou 0-3; Sp / Sc / Ratio = sets pour / contre / ratio de sets pour/contre; Pp / Pc / Ratio = points pour / contre / ratio de points pour/contre |                      |     |    |    |    |    |    |    |    |       |      |      |       |

|     | Qualification pour les play-offs 2017                           |
|     | Participe aux playoffs de Ligue B                               |
|     | Relégation en Ligue B                                           |
|     | Tenant du titre 2016                                            |
| (P) | Promu 2016                                                      |
| (C) | Vainqueur de la Coupe de France, qualifié pour la Challenge Cup |

### Play-off
|  | Quarts de finale  | Quarts de finale | Quarts de finale | Quarts de finale |                |            | Demi-finales | Demi-finales | Demi-finales | Demi-finales |  |  | Finale | Finale |
|  |                   |                  |                  |                  |                |            |              |              |              |              |  |  |        |        |
|  | 5 et 8 avril      |                  |                  |                  |                |            |              |              |              |              |  |  |        |        |
|  |                   |                  |                  |                  |                |            |              |              |              |              |  |  |        |        |
|  | 1 Chaumont        | 3                | 3                |                  |                |            |              |              |              |              |  |  |        |        |
|  | 1 Chaumont        | 3                | 3                | 22 et 26 avril   |                |            |              |              |              |              |  |  |        |        |
|  | 8 Poitiers        | 2                | 1                |                  |                |            |              |              |              |              |  |  |        |        |
|  | 8 Poitiers        | 2                | 1                | 1 Chaumont       | 3              | 3          |              |              |              |              |  |  |        |        |
|  | 8 et 12 avril     |                  |                  | 1 Chaumont       | 3              | 3          |              |              |              |              |  |  |        |        |
|  |                   | 5 Ajaccio        | 0                | 1                |                |            |              |              |              |              |  |  |        |        |
|  | 4 Paris           | 5 Ajaccio        | 0                | 1                | 0              | 2          |              |              |              |              |  |  |        |        |
|  | 4 Paris           |                  |                  |                  | 0              | 2          | 6 mai 2017   |              |              |              |  |  |        |        |
|  | 5 Ajaccio         | 3                | 3                |                  |                |            |              |              |              |              |  |  |        |        |
|  | 5 Ajaccio         | 3                | 3                | 1 Chaumont       | 3              |            |              |              |              |              |  |  |        |        |
|  | 7, 10 et 14 avril |                  |                  | 1 Chaumont       | 3              |            |              |              |              |              |  |  |        |        |
|  |                   |                  |                  |                  |                | 6 Toulouse | 0            |              |              |              |  |  |        |        |
|  | 2 Montpellier     | 0                | 3                | 2                |                | 6 Toulouse | 0            |              |              |              |  |  |        |        |
|  | 2 Montpellier     | 0                | 3                | 2                | 21 et 25 avril |            |              |              |              |              |  |  |        |        |
|  | 7 Nice            | 3                | 0                | 3                |                |            |              |              |              |              |  |  |        |        |
|  | 7 Nice            | 3                | 0                | 3                | 7 Nice         | 0          | 2            |              |              |              |  |  |        |        |
|  | 4 et 7 avril      |                  |                  |                  | 7 Nice         | 0          | 2            |              |              |              |  |  |        |        |
|  |                   | 6 Toulouse       | 3                | 3                |                |            |              |              |              |              |  |  |        |        |
|  | 3 Tours           | 6 Toulouse       | 3                | 3                | 1              | 2          |              |              |              |              |  |  |        |        |
|  | 3 Tours           |                  |                  |                  |                | 2          |              |              |              |              |  |  |        |        |
|  | 6 Toulouse        | 3                | 3                |                  |                |            |              |              |              |              |  |  |        |        |

### Classement final
| #  | Équipe                    | S. régulière | Ph. finale  |
| 1  | Chaumont Volley-Ball 52   | 1er          | Champion    |
| 2  | Spacer's Toulouse Volley  | 6e           | Finaliste   |
| 3  | Montpellier VUC           | 2e           | Quart de f. |
| 4  | Tours Volley-Ball         | 3e           | Quart de f. |
| 5  | Paris Volley T            | 4e           | Quart de f. |
| 6  | GFC Ajaccio Volley-Ball C | 5e           | Demi-f.     |
| 7  | Nice Volley-Ball P        | 7e           | Demi-f.     |
| 8  | Stade poitevin VB         | 8e           | Quart de f. |
| 9  | Nantes Rezé MV            | 9e           | -           |
| 10 | Arago de Sète             | 10e          | -           |
| 11 | AS Cannes VB              | 11e          | Finale LBM  |
| 12 | Narbonne Volley           | 12e          | -           |

Ligue des champions 2017-2018
- Qualifié (Champion)
- Qualifié pour le tour préliminaire (Finaliste)

Coupe de la CEV 2017-2018
- Qualifié (3e et vainqueur de la coupe)

Challenge Cup 2017-2018
- Qualifié (4e)

Relégation en Ligue BM 2017-2018
- Relégué

Abréviations
- T : Tenant du titre 2016
- C : Vainqueur de la Coupe de France 2016-2017
- P : Promu de Ligue BM 2015-2016